# براندون فورسيث
براندون فورسيث (بالإنجليزية: Brandon Forsyth)‏ هو راقص على الجليد أمريكي، ولد في 8 نوفمبر 1979 في كونكورد في الولايات المتحدة.

## وصلات خارجية
- براندون فورسيث على موقع الاتحاد الدولي للتزلج (الإنجليزية)